# بيتسبرغ بنغوينز
بيتسبرغ بنغوينز (بالإنجليزية: Pittsburgh Penguin)‏ هو فريق هوكي جليد أمريكي محترف يلعب في الشعبة المتروبولية من القسم الشرقي في دوري الهوكي الوطني (NHL). حاز على كأس ستانلي خمسة مرات أعوام 1991، 1992، 2009، 2016 ,2017